# Сопоте
Сопоте су насељено место у општини Жумберак, до нове територијалне организације у саставу бивше општине Јастребарско, у Загребачкој жупанији, Хрватска.

## Географски положај
Налазе се на надморској висини од 577 метара. Село је смештено на јужним падинама Жумберачке Горе, 14 километара северозападно од Костањевца, седишта општине.

## Историја
У урбару из 1830. године стоји да су „Сопоте село са 14 кућа и 167 гркосједињених становника (унијата), те да је у близини водопад вредан спомена“.

## Привреда
Привредна основа насеља је: пољопривреда и сточарство, а село је на попису насеља од посебне државне бриге.

## Становништво

### Број становника по пописима
| Националност   | 2001. | 1991. | 1981. | 1971. | 1961. | 1953. | 1948. | 1931. | 1921. | 1910. | 1900. | 1890. | 1880. | 1869. | 1857. |
| бр. становника | 7     | 30    | 25    | 52    | 134   | 181   | 207   | 201   | 196   | 191   | 193   | 286   | 268   | 254   | 215   |

### Национални састав
| Националност       | 1991.     | 1981.     | 1971.       | 1961.        |
| Хрвати             | 30 (100%) | 25 (100%) | 50 (96,15%) | 129 (96,26%) |
| Срби               | 0         | 0         | 0           | 3 (2,23%)    |
| Југословени        | 0         | 0         | 0           | 0            |
| остали и непознато | 0         | 0         | 2 (3,84%)   | 2 (1,49%)    |
| Укупно             | 30        | 25        | 52          | 134          |

## Карактеристике села
Сопоте су пре неколико година у акцији коју је организовала туристичка заједница Загребачке жупаније, проглашене најлепше уређеним селом. Село је добило месни водовод 2006. године.

## Црква
Сопоте припадају жупи „Светог Петра и Павла“ из Сошица, унијатски Жумберачки викаријат Крижевачке епархије. У селу је рођен крижевачки епископ Габријел Смичиклас (1834—1856).